# Kajakarstwo na Letnich Igrzyskach Olimpijskich 1952 – C-1 1000 m mężczyzn
Zawody w kajakarstwie klasycznym kanadyjek (C1) na dystansie 1000 m mężczyzn na Letnich Igrzyskach Olimpijskich 1952 zostały rozegrane 28 lipca. W zawodach wzięło udział 10 zawodników z 10 państw. Zawody składały się z eliminacji i finału.

## Rezultaty

### Eliminacje
| Poz. | Zawodnicy         | Reprezentacja     | Czas   | Uwagi |
| ---- | ----------------- | ----------------- | ------ | ----- |
| 1    | Jean Molle        | Francja           | 4:56.1 | Q     |
| 2    | János Parti       | Węgry             | 4:58.5 | Q     |
| 3    | Frank Havens      | Stany Zjednoczone | 5:09.3 | Q     |
| 4    | Ingemar Andersson | Szwecja           | 5:11.9 | Q     |
| 5    | George Bossy      | Kanada            | 5:25.8 |       |

| Poz. | Zawodnicy         | Reprezentacja   | Czas   | Uwagi |
| ---- | ----------------- | --------------- | ------ | ----- |
| 1    | Josef Holeček     | Czechosłowacja  | 5:06.0 | Q     |
| 2    | Olavi Ojanperä    | Finlandia       | 5:09.8 | Q     |
| 3    | Ralf Berckhan     | Niemcy          | 5:17.3 | Q     |
| 4    | Władimir Kotyriew | ZSRR            | 5:21.2 | Q     |
| 5    | Gerald Marchand   | Wielka Brytania | 5:28.8 |       |

### Finał
| Poz. | Zawodnik          | Reprezentacja     | Czas   |
| ---- | ----------------- | ----------------- | ------ |
|      | Josef Holeček     | Czechosłowacja    | 4:56.3 |
|      | János Parti       | Węgry             | 5:03.6 |
|      | Olavi Ojanperä    | Finlandia         | 5:08.5 |
| 4    | Frank Havens      | Stany Zjednoczone | 5:13.7 |
| 5    | Ingemar Andersson | Szwecja           | 5:15.0 |
| 6    | Ralf Berckhan     | Niemcy            | 5:22.8 |
| 7    | Jean Molle        | Francja           | 5:24.1 |
| 8    | Władimir Kotyriew | ZSRR              | 5:24.5 |